# Coordination des mouvements de l'Azawad
Pour les articles homonymes, voir CMA.
La Coordination des mouvements de l'Azawad (CMA) est une alliance de groupes rebelles créée au Mali en 2014 au cours de la guerre du Mali.

## Organisation

### Composition

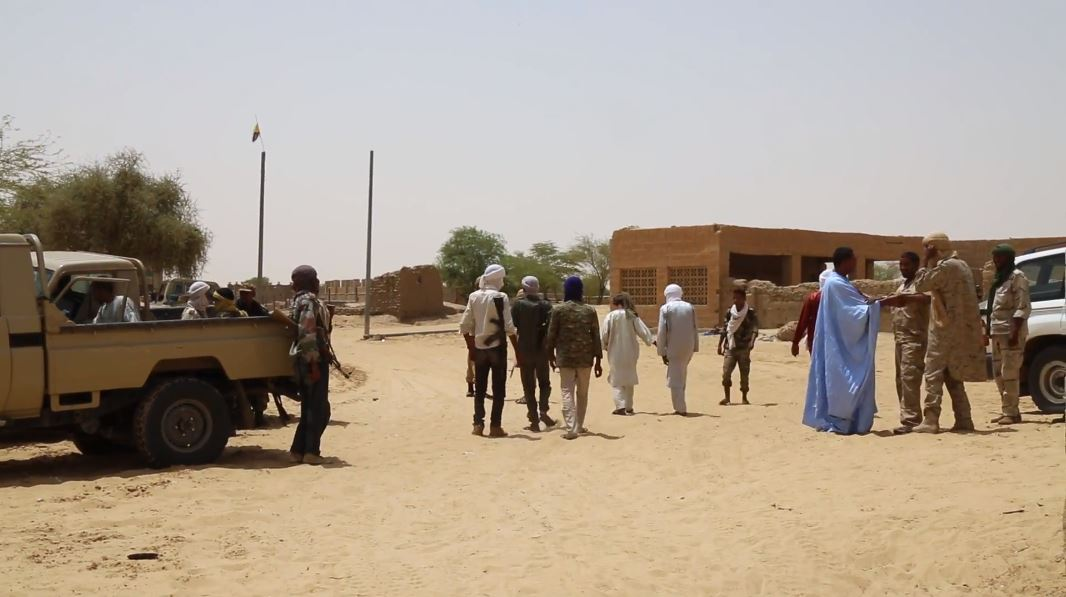
Des combattants de la CMA à Ber en janvier 2017.

La formation de la CMA est annoncée le 28 octobre 2014. La CMA compte les groupes suivants :
- Le Mouvement national pour la libération de l'Azawad (MNLA)[2],[3]
- Le Haut conseil pour l'unité de l'Azawad (HCUA)[2],[3]
- Une aile du Mouvement arabe de l'Azawad (MAA)[2],[3]

D'autres groupes se réclament de la CMA, mais sans être reconnus par les groupes fondateurs :
- La Coalition du peuple pour l'Azawad (CPA)[2],[3]
- Une aile de la Coordination des mouvements et Front patriotique de résistance (CM-FPR2)[2],[3]
- Le Mouvement pour le salut de l'Azawad (MSA)[3]

Le Front populaire de l'Azawad (FPA), intègre initialement la CMA avant de s'en retirer 29 novembre 2014

### Présidence
Les leaders des différents mouvements de la CMA se relaient à sa présidence :
- Du 28 octobre 2014 au 16 décembre 2016 : Bilal Ag Acherif (MNLA)[3] ;
- Du 16 décembre 2016 au 10 septembre 2017 : Alghabass Ag Intalla (HCUA)[3],[5] ;
- Du 10 septembre 2017 au 26 février 2018 :  Sidi Brahim Ould Sidatt (MAA)[3],[6] ;

Alors qu'il assure la présidence de la CMA, Sidi Brahim Ould Sidatt est assassiné à Bamako le 13 avril 2021,,.

## Alliances
Le 6 mai 2021, afin de marquer leur réconciliation, les anciens ennemis de la Coordination des mouvements de l'Azawad et de la Plateforme des mouvements du 14 juin 2014 d'Alger forment une coalition appelée le Cadre stratégique permanent (CSP).

## Fusion
Le 8 février 2023, le MNLA, le HCUA et le MAA annoncent leur fusion en une seule entité.